# Maximilian vom Berge und Herrendorff
Maximilian vom Berge und Herrendorff (* 9. Mai 1825 in Dresden; † 5. November 1894 in Herrndorf) war ein preußischer Oberst und Senioratsherr auf Ober-Herrendorf bei Glogau.

## Leben
Vom Berge und Herrendorff entstammte dem Adelsgeschlecht Berge und Herrendorff und war der Sohn des Oberstleutnants a. D. und Kommandanten von Neiße Otto vom Berge und Herrendorff (1788–1851) und der Louise Freiin von Schuler von Senden (1799–1889). Er selbst wurde am 9. August 1842 aus dem Kadettenkorps kommend als Portepee-Fähnrich dem 34. Infanterie-Regiment (2. Reserve-Regiment) der Preußischen Armee in Jülich überwiesen. Als Sekondeleutnant, die Beförderung erfolgte am 14. Januar 1843, war er vom 1. Oktober 1850 für drei Jahre zur Allgemeinen Kriegsschule kommandiert gewesen. Sein Stammregiment war 1852 nach Trier verlegt worden. Am 1. Mai 1854 wurde er für ein Jahr als Erzieher zum Kadettenkorps Bensberg kommandiert. Währenddessen wurde die Garnison seines Stammregiments nach Mainz verlegt. Dort wurde er am 21. Juli 1856 zum Premierleutnant und am 31. Mai 1859 zum Hauptmann befördert.
Durch die AKO vom 5. Mai 1860 wurde aus drei Bataillonen der Landwehr des 9. Infanterie-Regiment (Colberg) das 9. kombinierten Infanterie-Regiment formiert und Berge und Herrendorf drei Tage später zum Führer einer Kompanie ernannt. Die Benennung des Regiments änderte sich am 1. Juli 1860 in 6. Pommersches Infanterie-Regiment Nr. 49 mit Garnison in Stargard. Zum Chef wurde er am 13. November 1860 ernannt. Im Deutschen Krieg nahm er an der Schlacht bei Königgrätz teil.
Mit der Führung des in den Freien Hansestädten Hamburg und Lübeck in Garnison liegenden 2. Hanseatischen Infanterie-Regiments wurde Berge und Herrendorff am 30. Oktober 1866 zum Chef der 3. Kompanie ernannt. Von diesem Kommando wurde er am 9. Februar 1867 mit der Beförderung zum Major entbunden. Der Stabsoffizier wurde am 23. Oktober 1868 zum Kommandeur des I. Bataillons in Hamburg ernannt.
Für fast die Dauer des mobilen Verhältnisses im Deutsch-Französischen Krieg war dies ebenfalls der Fall. Er nahm an der Einschließung von Metz und Paris, der Belagerung von Toul, den Schlachten bei Orléans, Loigny, Beaugency und Cravant, und Beaune-la-Rolande, sowie bei den Gefechten bei Dreux, La Madeleine-Bouvet, Bellême, Meung, Fréteval, Connerré, Château-Hyré, Villejouan, Ferme Langlochère und Montfort teil. Vom 5. bis 18. Januar 1871 oblag ihm die Führung des Regiments. Zum etatmäßigen Stabsoffizier wurde er mit der Beförderung zum Oberstleutnant am 18. Januar 1871 ernannt.
Unter Stellung à la suite seines Regiments wurde Berge und Herrendorff am 30. April 1874 zu dem Herzoglich Braunschweigischen Kontingent zur Übernahme des Infanterie-Regiments Nr. 92 kommandiert. Der Kommandeur wurde am 19. September 1874 zum Oberst à la suite der 76er befördert.
Am 13. April 1878 wurde Berge und Herrendorff mit Pension à la suite der 76er sein Abschiedsgesuch bewilligt und zur Disposition gestellt.

## Familie und Erben
Maximilian vom Berge und Herrendorff heiratete 1855 zu Berlin Mathilde Pommerenicke (1823–1885). Das Ehepaar hatte keine Kinder. Maximilian hatte noch eine Schwester Lucia (1826–1903), die mit dem Kammerherrn Julius von Unger liiert war. Seine zweite Schwester Mathilde (1829–1908) blieb unvermählt und wurde Stiftsdame in Gnadenberg. Sein Bruder Bernhard (1827–1900) war Offizier und gründete mit Elisabeth von Falkenhausen (1840–1888) den Ehebund, ohne Nachfahren.
Maximilian vom Berge und Herrendorff war der 21. Senioratsherr auf Ober-Herrndorf, ihm folgte als 22. Senioratsherr ein entfernter Neffe, der Oberst Guido Hermann Sigismund vom Berge und Herrendorff (1827–1909), verheiratet mit Ida von Plötz-Stresow, gefolgt vom Sohn Joachim vom Berge und Herrendorff (1867–1946). Das Seniorat wurde aufgelöst am 4. Juli 1924. Ober-Herrndorf wurde so zum Allodgut. Joachim war mit Gerda von Möllendorf-Krampfer liiert und ebenso Oberst, auch Rechtsritter des Johanniterordens. Als Nachfolger war bestimmt Dr. jur. Hans Sigismund vom Berge und Herrendorff und Familie. Zwischenzeitlich als 23. Senioratsherr war um 1923 noch der Leutnant Bolko vom Berge und Herrendorff.

## Auszeichnungen
- Roter Adlerorden III. Klasse mit Schleife und Schwertern am Ring[2]
- Kronenorden II. Klasse[2]
- Eisernes Kreuz I. Klasse[2]
- Orden Heinrichs des Löwen II. Klasse mit Schwertern[2]
- Mecklenburgisches Militärverdienstkreuz I. Klasse[2]